# Georg Tengvall
Georg Henrik Tengvall (Norrköping, 6 de abril de 1896 — 4 de março de 1954) foi um velejador sueco, campeão olímpico. Ele competiu nos Jogos Olímpicos de Verão de 1920 na classe Cruzador de escolho 40 m² e conquistou a medalha de ouro na disputa a bordo do Sif com Tore Holm, Yngve Holm e Axel Rydin.